# Tribune (Kansas)
Tribune – miasto w Stanach Zjednoczonych, w stanie Kansas, siedziba administracyjna hrabstwa Greeley.